# Stapen
Stapen ist ein Ortsteil der Gemeinde Beetzendorf im Altmarkkreis Salzwedel in Sachsen-Anhalt.

## Geographie

### Lage
Stapen, ein Dorf mit Kirche, liegt 4 Kilometer nordöstlich von Beetzendorf und 16 Kilometer südlich der Kreisstadt Salzwedel in der Altmark.
Der Stapener Landgraben entspringt nördlich von Siedengrieben als Siedengriebner Abzugsgraben. Bevor der Bach in die Purnitz mündet, markiert sein Lauf die Flurgrenzen zwischen Stapen einerseits sowie Siedengrieben, Hohentramm und Klein Apenburg andererseits. Im Nordwesten erhebt sich der 54,1 Meter hohe Bornsberg.

### Nachbarorte
| Saalfeld               | Hagen (Apenburg-Winterfeld) | Groß Gischau        |
| Käcklitz (Beetzendorf) | Nachbarortschaften          | Klein Apenburg      |
| Siedengrieben          | Hohentramm                  | Apenburg-Winterfeld |

## Geschichte

### Mittelalter
Im Jahre 1333 wurde ein Mettekens de Stapen, wohnhaft in Salzwedel, im Stadtbuch Salzwedel erwähnt.
Die erste Erwähnung des Dorfes Stapen stammt aus dem Landbuch der Mark Brandenburg von 1375.

“Stapen pertinet monasterio cum 71⁄2 frustis et 1 quartali. Non tenetur dare precariam. Hans Drůsdow, vasallus, habet ibi 14 modios. Cune Brevis, civis, habet ibidem et Johannes Ghiseke, civis, 2 choros siliginis a dicto monasterio Dambeke. Dicti Hardwiges in Soltowedel 4 talenta minus 6 solidis denariorum levium cum 18 modiis et 1 libra piperis a monasterio Dambeke.”

„Stapen gehört dem Kloster mit 71⁄2 Zählstücken und 1 Viertel [Roggen]. Nicht verpflichtet Bede zu geben. Hans Drusdow, Vasall, hat dort 14 Scheffel [Roggen]. Kune Brewitz, Bürger [Salzwedel], und Johannes Giseke, Bürger [in Salzwedel], haben ebendort 2 Wispel Roggen vom genannten Kloster Dambeck.“

Genannter Hartwig in Salzwedel [hat] 4 Pfund (Währung) minus 6 Schilling an Leichten Pfennig mit 18 Scheffel [Roggen] und 1 Pfund Pfeffer vom Kloster Dambeck.
In der Vogtei Salzwedel führten nur wenige Krüge Pfeffer ab. Ihre Verteilung deutete auf eine Handelsstraße hin, die südlich von Salzwedel in West-Ost-Richtung verlief.
Auch 1391 heißt das Dorf Stapen. Eine Urkunde von 1411 verwendete den Ortsnamen Stopen. Diese Bezeichnung hat sich in der hiesigen Mundart erhalten. Später wurden nur noch Schreibweisen mit a wie Stapen, Staapen oder Stahpen verwendet.
Anno 1413 zogen Erzmagdeburger raubend durch Stapen und erschlugen einen Mann. Am 18. Februar 1420 kaufte die Familie von der Schulenburg zu Beetzendorf das Dorf mit Ober- und Untergericht, Diensten, Patronat und allem Zubehör. 1466 veräußerte Heinrich von der Schulenburg sein Achtel des Dorfkomplexes, darunter u. a. von Stapen. Die Urkunde listete die Frondienste der Hofbesitzer auf. Jeder musste mit seinem Pflug pro Pflugzeit einen Tag ableisten, dabei ein langes Ackerstück oder entsprechend kleinere bearbeiten. Während der Erntezeit hatten zwei Bewohner jeden Hofs einen ganzen Tag zu mähen, harken und binden.

### Neuzeit
Um 1600 verfügte die Altmark wie die übrige Mark Brandenburg nur über ein lückenhaftes Dorfschulnetz. Einer der wenigen und frühesten Nachweise einer Küsterschule stammte aus Stapen. Hans Jacob aus Groß Gischau übernahm 1627 durch Heirat der Schulzenwitwe den hiesigen Lehnschulzenhof. Dabei versprach er, „…die Kinder aus erster Ehe, drei Knaben und ein Mädchen, nach Vermögen und wie auf dem Lande gehalten wird, fleißig zur Schule zu schicken.“
Im 17. Jahrhundert kam es mit der Nachbargemeinde Hagen zum Streit wegen des gemeinsamen Grenzdamms. Die Stapener durchstachen das Wasserbauwerk an mehreren Stellen, damit das auf der Feldflur angestaute Wasser gen Norden abfließen konnte. Mehrfach beschwerten sich die Hagener, bis 1621 der Landeshauptmann der Altmark die Lage vor Ort untersuchte. Er hörte beide Seiten an und erklärte das Durchstechen für illegal, weil der Damm zusammen errichtet worden war. Das Nachbardorf sollte aber seinen Grenzgraben beräumen. Zwei Jahre später bestätigte die Juristenfakultät in Helmstedt die Entscheidung. 1630 und 1650 entbrannte die Auseinandersetzung erneut.
Die aus dem Mittelalter übernommenen Hufenmaße wichen von Ortschaft zu Ortschaft und sogar innerhalb einer Feldflur voneinander ab. Die frühneuzeitliche Besteuerungsmethode ging von einem einheitlichen Flächenmaß aus, was zu Ungerechtigkeiten führte. Daher fand 1686 altmarkweit eine Neuvermessung statt. Das Kataster zeigte, dass im Nordwesten (besonders nördlicher Salzwedelischer Kreis und südwestlicher Arendseeischer Kreis) nach Hufenanzahl kleinere Ortschaften überwogen. Stapen fiel in die Kategorie 11 bis 20 Hufen. Die Einschätzung kleines Hufenland war relativ, denn es handelte sich um Wispelhufen. Auf 1 Hufe wurde 1 Wispel Getreide ausgesät. Neben der Landwirtschaft lebte das Dorf vom Holzverkauf, denn es war gut mit Gehölzen ausgestattet.
Innerhalb der Gemeinde brach 1684 ein Konflikt wegen zu knapper Hütungsflächen aus. Die Vollbauern verklagten die Kossäten, „weil sie ihr Vieh im Saatgehege hüteten und die Weide nach dem Dienst ihren (der Bauern) Pferden vor dem Maul wegnähmen,…“ Trotz eines Bescheids des Landeshauptmanns von 1657 beharrten die Kossäten auf ihrem Hütungsrecht.
Das Kataster des Salzwedelischen Kreises von 1693 belegte die Veränderung der Dreifelderwirtschaft in Stapen. Beim „Brach- und Stoppelroggen“ wurde die Hauptgetreideart Roggen wie zuvor auf dem Winterfeld, also dem ausgeruhten Brachfeld ausgebracht. Dazu kam zusätzlich eine Aussaat auf dem ganzen oder auf Teilen des abgeernteten Feldes, also dem Stoppelfeld. Dieses spezifische Bodennutzungssystem wurde in der Schulenburgischen Herrschaft Beetzendorf nur locker und fast ausschließlich in der Westaltmark angewandt.
Ein Großbrand im September 1871 zerstörte viele Gehöfte. Der Beschluss von 1939, aufgrund des zunehmenden Platzmangels eine neue Schule zu bauen, wurde nie ausgeführt. Im selben Jahr wurde Stapen statistisch erfasst. In 22 land- und forstwirtschaftlichen Betrieben (1 mit über 100 ha, 8 mit 20–100 ha, 1 mit 10–20 ha, 7 mit 5–10 ha, 5 mit 0,5–5 ha) arbeiteten 141 Personen, 8 in Industrie und Handwerk, 4 in Handel und Verkehr. Das Dorf zählte 41 Haushalte. Während des Zweiten Weltkriegs stieg die Bevölkerungsanzahl durch viele Flüchtlinge stark an.
Bei der Bodenreform wurden 1945 ermittelt: eine Besitzung über 100 Hektar hatte 100 Hektar, 17 Besitzungen unter 100 Hektar hatten zusammen 388, eine Kirchenbesitzung umfasste 70 Hektar Land, der Gemeinde gehörten 3 Hektar. Im Jahre 1953 entstand eine Landwirtschaftliche Produktionsgenossenschaft vom Typ III, die LPG Hohentramm-Stapen „Karl Liebknecht“, die 1959 mit der LPG „Erich Weinert“ aus Hohentramm zur Groß-LPG „Karl Liebknecht“ zusammengeschlossen und 1976 zur LPG „Karl Liebknecht“ Beetzendorf vereinigt wurde. Im Jahr 1986 betrieb die LPG Pflanzenproduktion Beetzendorf eine Schafstallanlage und eine Technikstützpunkt in Stapen.
1958 brach im Kulturhaus ein Feuer aus. Dabei brannte der alte Saal nahezu völlig ab. Daraufhin wurde ein Neubau errichtet und bis 1990 sehr erfolgreich betrieben.

### Herkunft des Ortsnamens
Jürgen Udolph zufolge dürfte der Ortsname auf dem mittelniederdeutschen Wort „stope“ für „Stufe, Treppe“ basieren. Nach anderer Meinung rührte der Name von „Stapel“ her, da früher an diesem Ort Holz aufgestapelt worden sei.

### Wüstung bei Stapen
Wilhelm Zahn berichtete 1909: 600 Meter nordöstlich der heutigen Ortslage liegen Flurstücke mit dem  Namen die Dorfstücke und daran anstoßend die Schwertgärten. Er vermutet dort eine frühzeitig untergegangene elbslawische Siedlung.

### Eingemeindungen
Stapen gehörte ursprünglich zum Salzwedelischen Kreis der Mark Brandenburg in der Altmark. Von 1807 bis 1812 lag es im Kanton Groß Apenburg auf dem Territorium des napoleonischen Königreichs Westphalen. Nach weiteren Änderungen kam es 1816 in den Kreis Salzwedel, den späteren Landkreis Salzwedel im Regierungsbezirk Magdeburg in der Provinz Sachsen in Preußen.
Die Gemeinde Stapen wurde am 20. Juli 1950 in die Gemeinde Hohentramm eingemeindet. Mit der Eingemeindung von Hohentramm nach Beetzendorf kam der Ortsteil Stapen am 1. Januar 2009 zu Beetzendorf.

### Einwohnerentwicklung
| Jahr | Einwohner |
| ---- | --------- |
| 1734 | 081       |
| 1774 | 086       |
| 1789 | 092       |
| 1798 | 088       |
| 1801 | 090       |
| 1818 | 090       |
| 1840 | 128       |

| Jahr | Einwohner |
| ---- | --------- |
| 1864 | 142       |
| 1871 | 138       |
| 1885 | 126       |
| 1892 | [00]125   |
| 1895 | 159       |
| 1900 | [00]146   |
| 1905 | 150       |

| Jahr | Einwohner |
| ---- | --------- |
| 1910 | [00]175   |
| 1925 | 184       |
| 1939 | 176       |
| 1946 | 260       |
| 2008 | [0]071    |
| 2015 | [00]059   |
| 2018 | [00]055   |

| Jahr | Einwohner |
| ---- | --------- |
| 2020 | [00]54    |
| 2021 | [00]56    |
| 2022 | [00]53    |
| 2023 | [0]54     |

Quelle, wenn nicht angegeben, bis 1971:

## Religion
Die evangelische Kirchengemeinde Stapen wird heute betreut vom Pfarrbereich Beetzendorf im Kirchenkreis Salzwedel im Bischofssprengel Magdeburg der Evangelischen Kirche in Mitteldeutschland.
Im Mittelalter lag Stapen im Bistum Verden, laut Peter P. Rohrlach im Archidiakonat Salzwedel, nach Joachim Stephan im Archidiakonat Kuhfelde.
Die evangelische Kirchengemeinde Stapen gehörte bis 1812 zur Pfarrei Stapen und kam danach als kombinierte Mutterkirche zum Diakonat der Pfarrei Beetzendorf.
Das Pfarrgehöft fiel 1680 einem Brand zum Opfer. Stapen hatte bis 1812 eine selbstständige Pfarrei mit Pfarrgehöft. Der Pfarrer aus Stapen betreute die Dörfer Groß Gischau, Klein Gischau, Siedengrieben, Recklingen, Groß Apenburg und Klein Apenburg. Seit 1812 saß der Pfarrer in Beetzendorf.

## Kultur und Sehenswürdigkeiten

### Bauwerke
- Stapen war ursprünglich ein Sackgassendorf.[44] Die Ortsmitte prägte ehemals ein von Gebäuden gesäumter Platz (Rundling). Die Gebäude waren so angeordnet, dass das Haupthaus auf dem Hof stand und von zwei Seiten durch Wirtschaftsgebäude umgeben war. Dadurch hatten die Gehöfte die Form eines Trapezes. Heute ist diese Anordnung noch am Dorfplatz erkennbar. Hier finden sich eine alte Eiche, eine Bushaltestelle, ein Postkasten sowie die Sirene der Freiwilligen Feuerwehr. Weiterhin ist ein altes Torhaus sehr gut erhalten. Es gehört zum ehemaligen Hof des früheren Reichstagsabgeordneten Reinhard Schulze-Stapen.

- Die Dorfkirche Stapen, ursprünglich ein Feldsteinbau, vernichtete ein Großbrand im September 1871. Sie wurde 1877 als schlichter, neuromanischer Backsteinsaal mit quadratischem Westturm und Rundapsis wiedererrichtet.[45][46]

### Grünflächen und Naherholung
Die „Moorweide bei Stapen“ liegt ein Kilometer nordöstlich von Stapen. Sie ist ein FFH-Gebiet.

### Regelmäßige Veranstaltungen
Die Stapener feierten wie in anderen Dörfern der Altmark das sogenannte Bauerbier. An hohen Festtagen feierlicher oder in friedlichen Zeiten auch außerhalb zwangloser wurden 1 bis 2 Tonnen Bier aufgelegt. Der lange vor und nach dem Dreißigjährigen Krieg gepflegte Brauch bot eine Gelegenheit für nachbarschaftliche Geselligkeit und Austausch. Außerdem konnte ein neuer Krüger so seinen Einstand geben. Anfang 1673 traf die Gemeinde im Krug zu Stapen zusammen. In der irrtümlichen Annahme, dass der Krüger Joachim Schultze zum Freibier geladen hatte, verweigerte Einer die Zeche.

## Persönlichkeiten
- Reinhard Schulze-Stapen (* 1867 in Stapen; † 1944 in Stapen), Landwirt und Politiker, Mitglied des Reichstages
- Christoph Schulze-Stapen (* 1917 in Ratibor; † 2003 in Stapen), Landwirt und Politiker